# Christian Sigismund Wolf
Christian Sigismund Wolf, auch Christian Sigismund Wolff (* 12. August 1632 in Berlin; † 2. Mai 1699 in Hamburg) war ein deutscher evangelisch-lutherischer Geistlicher.

## Leben
Christian Sigismund Wolf war ein Sohn von Johann Wolff, Pastor an der Berliner Heilig-Geist-Kapelle und Hofprediger des Brandenburger Markgrafen Johann Sigismund. Er studierte Evangelische Theologie, zunächst an der Universität Wittenberg, dann ab 1654 an der Universität Rostock, wo er 1655 als Magister graduierte. Vom 24. Oktober 1654 bis Anfang 1662 war er Rektor der Gelehrtenschule in Parchim. Anfang 1662 erhielt er die Berufung zum Oberpfarrer in Lebus und Inspektor (Superintendent) für das Amt Lebus.
1667 wurde er Diaconus (2. Pastor) an St. Nicolai in Berlin. Wegen seines schroffen orthodox-lutherischen Auftretens gegen die Reformierten musste er 1672 sein Amt aufgeben und Berlin verlassen.
Er ging nach Hamburg und verwaltete 1673 das Rektorat der Domschule in Bremen. Im Jahr darauf wurde mit einer Disputation über den Freien Willen unter Vorsitz von Christian Kortholt an der Universität Kiel zum Lic. theol. promoviert. Danach begleitete er den schwedischen Gesandten Bengt Oxenstierna als Gesandtschaftsprediger an den Kaiserhof nach Wien.
Am 27. April 1676 erhielt er von den Schweden die Berufung zum Zweiten Lektor und Domprediger am Hamburger Dom; am 23. Mai 1676 wurde er in sein Amt eingeführt. 1680 verlieh ihm die Theologische Fakultät der Universität Kiel den Titel eines Dr. theol. 1690 ernannte ihn König Karl XI. von Schweden im Nebenamt zum Konsistorialrat in den schwedisch verwalteten Herzogtümern Bremen und Verden.
Wolf war seit dem 13. Juni 1655 verheiratet mit Christine Elisabeth Balcken, der Tochter eines Amtmannes in Bützow. Das Paar hatte 16 Kinder, darunter den Sohn Johann Joachim Wolf.

## Werke
- Disputatio Theologica Inauguralis De Libero Hominis Arbitrio. Kiel 1674

Digitalisat einer weiteren Ausgabe o. O. 1675
- Christianismus Salviani Illustratus, Oder Erläutertes Christenthum : In zwey Theil verfasset: In welchem ersten Theil gehandelt wird von dem waaren Christenthum und waaren Christen in gemein; Im andern Theil von dem sonderbahren Tugend-Schatz eines waaren Christen .. Hamburg: Guth; Ratzeburg: Nissen 1678
- Disputatio Theologica Inauguralis. De Sensu Fidei Electionis atque Salutis Charactere... Kiel 1680 (Digitalisat)
- Thränen-Quelle : öffentlich angewiesen in Unterschiedene[n] Auffmunterungen Für Bußfertige Seelen/ Daß sie Ihre Sünde beweinen Und als Landes Pfeiler Starcke Mauren Gewaltige Seulen Und Meeres-Spitzen Den Riß des Verderbens auffhalten/ ... Itzo jederman zum eigenen Nutz durch gegenwärtigen Druck dargeboten. Ratzeburg: Nissen 1682 (Joachim von Ahlefeldt (1646–1717) gewidmet)
- Christliche Betrachtung Der Chiliastischen Visiologie : Was Nach der Heil. Schrifft/ ohne Rhetorication, davon zu halten: Wobey erwiesen wird/ Daß Die Einbildung der Tausend-jährigen Welt-Freude auff Erden eine Phantasie; Die Neue innerliche Offenbahrung aber ein Fallstrick des leidigen Teuffels sey / Mit beygefügter wolgemeinten Erinnerung/ und Warnung aus Gottes Wort ... Kürtzlich vorgestellet ... Ratzeburg: Hoffmann 1692